# Алпски куп Србије
Алпски куп Србије је такмичење у скијању у дисциплинама слалом и велеслалом, различитих катогорија учесника, од пионира до сениора, који се организује на Копаонику, Старој планини, Златибору и Мокрој гори.
Алпски куп садржи укупно шест такмичења које организују скијашки клубови у Србији појединачно, а под покровитељством Скијашког савеза Србије. Четири такмичења су регионалног карактера (регион југоисточне Србије, регион западне Србије, београдски регион централно-јужни регион), преостала два су државно првенство (најчешће на Копаонику) и финале Алспког купа Србије (организује победник овог такмичења из претходне године).
Алспски куп за 2013. године одржан је на Копаонику 30. и 31. марта у организацији Београдског скијашког клуба, под покровитељством Скијашког савеза Србије.